# Dokaor Toongtong
Dokaor Toongtong (em tailandês:  ดอกอ้อ ทุ่งทอง) (Nascida em Ubon Ratchathani, Tailândia, 	23 de setembro de 1977)  é uma cantora e atriz tailandesa. Ela alcançou fama internacional em 2003-atualmente com seu albums Oak Hak Wan Hae Tiean, Ber Thoe Jao Choo.

## Início de vida e carreira
Dokaor nasceu como Buppha Boonmee em 23 de setembro de 1977, em Ubon Ratchathani, Tailândia. Os membros da família de Boonmee incluem seu pai Samran Boonmee, sua mãe Sanga Boonmee e seu irmão mais velho Kantong (Boonmee) Toongnguen. Dokaor entrou na GMM Grammy em 2003, Ela também apareceu no album "Kha Khao Sao Lam Sing", que era liderada pelo artista e compositor Sudko Cheiranai.

## Discografia

### Álbuns
- 2003 - Oak Hak Wan Hae Tiean
- 2008 - Ber Tho Chao Choo

### Single
- "Miea Kao" (2012)
- "Nong Mee Phua Laew" (2012)
- "Rak Phai Thee Kaeng Saphue" (2018)